# Dennis Olsson
Dennis Oscar Olsson, född 3 oktober 1994, är en svensk fotbollsspelare som spelar för GIF Sundsvall. Han har tidigare spelat för vitryska Torpedo-BelAZ Zhodino.

## Karriär

### GIF Sundsvall
Olssons moderklubb är GIF Sundsvall. Han var avbytare i två allsvenska matcher säsongen 2012. I december 2012 flyttades Olsson upp i A-laget. Han debuterade den 2 mars 2013 i en 2–1-förlust mot IK Frej i Svenska cupen. Olsson gjorde sin Superettan-debut den 7 april 2013 i en 3–0-förlust mot Jönköpings Södra. Totalt spelade han 25 ligamatcher, tre matcher i Svenska cupen och en kvalmatch under säsongen 2013.
Säsongen 2014 spelade Olsson 14 ligamatcher. I maj 2015 förlängde han sitt kontrakt med klubben över säsongen 2018. Under säsongen 2015 spelade Olsson 18 ligamatcher och gjorde ett mål. Målet gjorde han den 3 oktober 2015 i en 2–1-vinst över Gefle IF. Olsson spelade under säsongen även en match i Svenska cupen mot Enskede IK (4–0-vinst).
Säsongen 2016 spelade Olsson 22 ligamatcher. Han spelade även tre matcher i gruppspelet av Svenska cupen 2015/2016 mot Ängelholms FF (1–0-vinst), mot IK Sirius (1–0-förlust) och mot Malmö FF (4–0-förlust). Säsongen 2017 spelade Olsson 15 ligamatcher. Han spelade även en match i Svenska cupen mot Torstorps IF (3–0-vinst).

### Torpedo-BelAZ
I mars 2019 skrev Olsson på för vitryska Torpedo-BelAZ Zhodino. Han debuterade den 13 april 2019 i en 1–1-match mot FK Minsk. I juli 2019 lämnade Olsson klubben.

### Återkomst i GIF Sundsvall
I augusti 2019 återvände Olsson till GIF Sundsvall, där han skrev på ett kontrakt över resten av säsongen. Den 8 januari 2020 förlängde Olsson sitt kontrakt med tre år. I januari 2023 förlängde han sitt kontrakt med två år. I februari 2023 råkade Olsson ut för en korsbandsskada, vilket gjorde att han missade hela säsongen 2023.

## Karriärstatistik
| Klubb                 | Säsong             | Liga               | Liga    | Liga | Nationell cup | Nationell cup | Övrigt  | Övrigt | Totalt  | Totalt |
| Klubb                 | Säsong             | Division           | Matcher | Mål  | Matcher       | Mål           | Matcher | Mål    | Matcher | Mål    |
| --------------------- | ------------------ | ------------------ | ------- | ---- | ------------- | ------------- | ------- | ------ | ------- | ------ |
| GIF Sundsvall         | 2012               | Allsvenskan        | 0       | 0    | 0             | 0             | —       | —      | 0       | 0      |
| GIF Sundsvall         | 2013               | Superettan         | 25      | 0    | 3             | 0             | 1       | 0      | 29      | 0      |
| GIF Sundsvall         | 2014               | Superettan         | 14      | 0    | 0             | 0             | —       | —      | 14      | 0      |
| GIF Sundsvall         | 2015               | Allsvenskan        | 18      | 1    | 1             | 0             | —       | —      | 19      | 1      |
| GIF Sundsvall         | 2016               | Allsvenskan        | 22      | 0    | 3             | 0             | —       | —      | 25      | 0      |
| GIF Sundsvall         | 2017               | Allsvenskan        | 15      | 0    | 1             | 0             | —       | —      | 16      | 0      |
| GIF Sundsvall         | 2018               | Allsvenskan        | 27      | 0    | 4             | 0             | —       | —      | 31      | 0      |
| GIF Sundsvall         | Totalt             | Totalt             | 121     | 1    | 12            | 0             | 1       | 0      | 134     | 1      |
| Torpedo-BelAZ Zhodino | 2019               | Vyssjaja Liga      | 7       | 0    | 0             | 0             | —       | —      | 7       | 0      |
| GIF Sundsvall         | 2019               | Allsvenskan        | 7       | 0    | 0             | 0             | —       | —      | 7       | 0      |
| GIF Sundsvall         | 2020               | Superettan         | 26      | 3    | 4             | 1             | —       | —      | 30      | 4      |
| GIF Sundsvall         | 2021               | Superettan         | 29      | 1    | 4             | 1             | —       | —      | 33      | 2      |
| GIF Sundsvall         | 2022               | Allsvenskan        | 29      | 0    | 4             | 1             | —       | —      | 33      | 1      |
| GIF Sundsvall         | 2023               | Superettan         | 0       | 0    | 0             | 0             | —       | —      | 0       | 0      |
| GIF Sundsvall         | Totalt             | Totalt             | 91      | 4    | 12            | 3             | —       | —      | 103     | 7      |
| Totalt i karriären    | Totalt i karriären | Totalt i karriären | 219     | 5    | 24            | 3             | 1       | 0      | 244     | 8      |

1. ↑  Uppflyttningskvalmatch mot Halmstads BK.[23]